# بودشوي
بودشوي هي بلدة في مقاطعة بخارى في ولاية بخارى في أوزبكستان.